# Osso hioide
O osso hioide (em latim Os Hyoideum) é um pequeno osso em forma de U que fica na parte anterior do pescoço, abaixo da mandíbula e à frente da porção cervical da coluna vertebral. É a única parte do esqueleto que não se liga diretamente a nenhum outro osso, sendo ligado ao processo estiloide do osso temporal pelos músculos estilo-hioideos e outros ligamentos. É apenas suportado pelos músculos do pescoço. Suporta, por sua vez, a musculatura na base da língua.

## Etimologia
O seu nome deriva da palavra grega hyoeides, que significa "com a forma da letra ýpsilon" (υ). Em latim, Os Hyoideum foi associado ao suporte dos músculos da língua.

## Articulações
O hioide não se articula com nenhum outro osso nem da cabeça nem do pescoço. Em vez disso, ele está ligado a diversos músculos do pescoço e cabeça, dentre eles os principais grupos musculares incluem:
- Músculos da faringe (fazem a constrição e elevam a faringe)
- Músculos da laringe (ajustam as dimensões da passagem do ar)
- Músculos infra-hioideos (posicionam a laringe e o osso hioide no pescoço)
- Músculos contidos pela fáscia de revestimento (movimentam a cabeça e a extremidade superior)
- Músculos posturais no compartimento muscular do pescoço (posicionam o pescoço e a cabeça).

## Origem embrionária
O osso hioide tem origem embrionária no 2.º arco faríngeo, também denominado de arco hioide que surge no início da 4.ª semana de gestação.

## Ossificação
É ossificado a partir de 6 centros: dois do corpo central e mais um de cada pequeno e grande corno. Começa pelo grande corno ao final da fase fetal e no corpo pouco depois. Os pequenos cornos demoram mais, só ossificando nos dois primeiros anos após o parto.

## Formato
Tem a forma de uma ferradura e está suspenso das extremidades dos processos estiloides dos ossos temporais.
Esse osso forma uma lâmina quadrilátera, achatada de frente para trás, alongada transversalmente e apresenta uma concavidade posterior. Dá inserção na sua face anterior aos músculos génio-hioideo, génio-glosso, hio-glosso, milo-hioideo, digástrico e estilo-hioideo; na sua face posterior insere-se o músculo tiro-hioideo.
Reconhece-se no osso hioide uma parte média, o corpo, de cujas extremidades laterais partem dois prolongamentos: o grande corno e o pequeno corno.
Grandes cornos
Dão continuidade às extremidades do corpo e terminam por uma estrutura tumefacta , o tubérculo do grande corno.
Pequenos cornos
São pequenos ossículos ovais que se articulam com o corpo e com o grande corno do osso do hioide, ao nível da linha de união destas duas peças esqueléticas. A sua extremidade superior dá inserção ao ligamento estilo-hioideo.

## Imagens adicionais

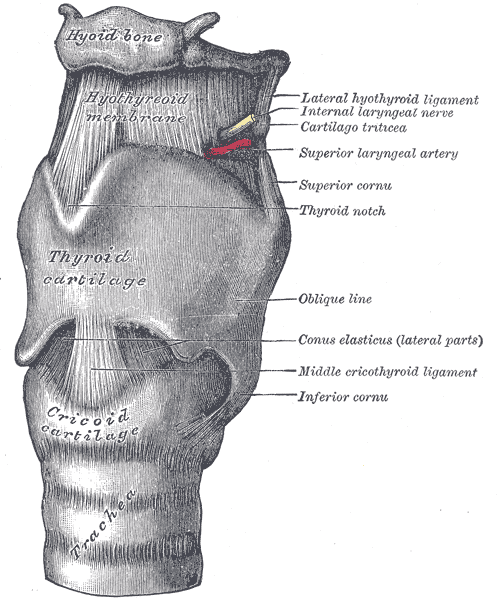
Os ligamentos da laringe. Vista ântero-lateral.
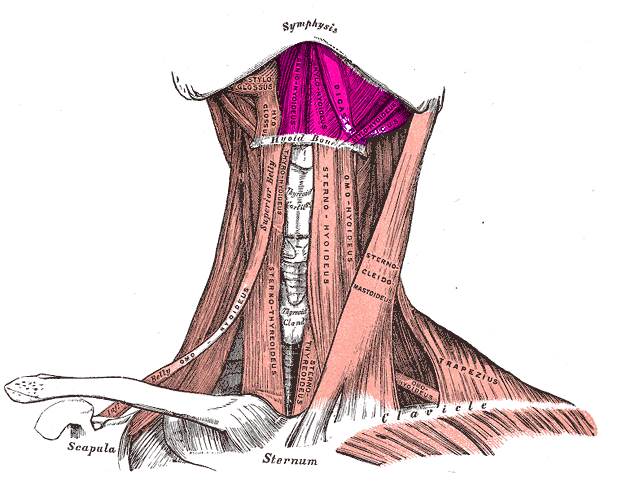
Musculatura e ossos ligados ao hioide (linha branca onde está escrito hyoid bone)
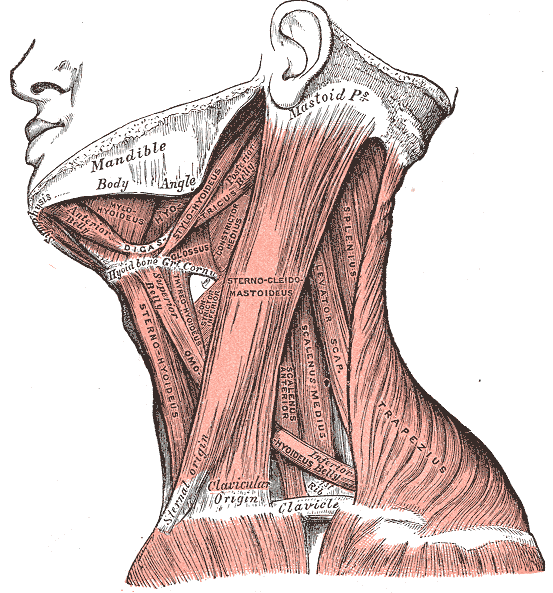
Musculatura articulada a hioide por outro ângulo.
Posição do hioide no esqueleto. Vista lateral.
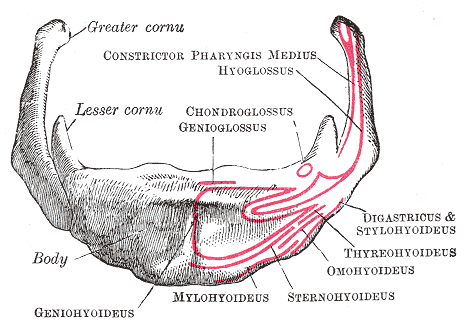
Detalhes (em inglês).
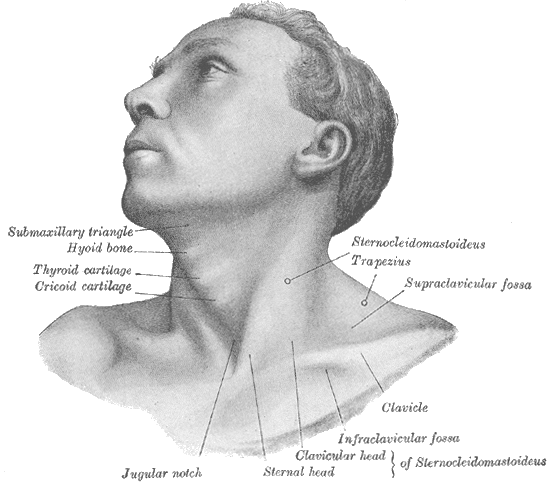
Vista ântero-lateral da cabeça e pescoço.
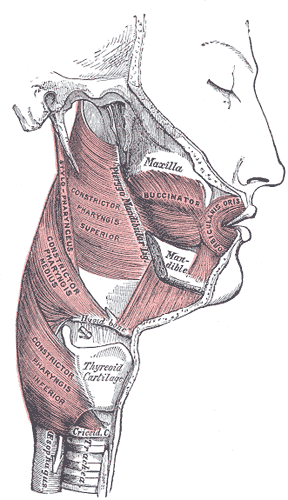
Vista lateral dos músculos ligados ao hioide.
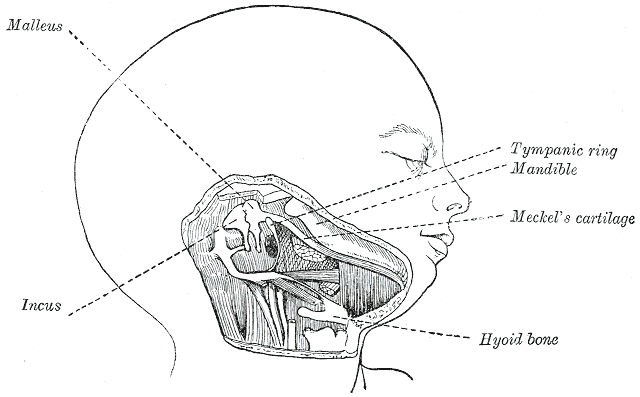
Cabeça e pescoço de um embrião com 18 semanas. Vista inferior-lateral.